# L'amour n'est pas un péché
Pour plus de détails, voir Fiche technique et Distribution.
L'amour n'est pas un péché est un film français réalisé par Claude Cariven, sorti en 1952

## Synopsis
Un immeuble, un palier, deux locataires : lui, Jacques Loursier, est président de l'U.R.A.F (Union et Résistance Anti-Femme); elle, Eliane Cahuzac, est présidente de l'Association Pour le Triomphe et l'Indépendance De La Femme : (l'A.P.T.I.D.L.F). S'ignorant jusque-là, une guerre froide s'engage entre les deux parties. Une tentative de conciliation échoue puis, après maintes péripéties, l'amour triomphe.

## Fiche technique
- Réalisation : Claude Cariven[1], [2]
- Scénario, adaptation, dialogues : Claude Cariven
- Assistant réalisateur : Georges Lautner
- Décors : Raymond Gabutti
- Costumes : Florence Revel pour Colette Brosset
- Photographie : Jacques Robin
- Cadreur : Gilbert Chain
- Son : Jacques Gallois
- Musique : Marcel Stern
- Chanson : Chiens et chats de Marc Fontenoy et Max François, chantée par Gaby Verlor et Jean Davril ; Noémie de Jacques Marbeuf, chantée par Jacques Marbeuf ; La Marche des hommes de Marcel Cariven et Max François (Éditeur et musique : R. Salvet)
- Montage : Étiennette Muse
- Production : Pierre et Maggie Gillet
- Sociétés de production : Jeannic Films, Sud Films (France)
- Tournage : 7 janvier - 12 février 1952, studios de Paris Studio Cinéma
- Enregistrement sonore Western Electric - Laboratoire C.T.M (Gennevilliers)
- Pays de production :  France
- Format : Noir et blanc - 35 mm - 1,37:1
- Genre : Comédie
- Durée : 76 minutes
- Date de sortie : 
  - France : 27 juin 1952
- Visa d'exploitation : 18369
- Affiche : Jacques Bonneaud (France)

## Distribution
- Robert Dhéry : Jacques Loursier, président de l'U.R.A.F
- Colette Brosset : Eliane Cahuzac, présidente de l'A.P.T.I.D.L.F
- Maryse Martin : la concierge de l'immeuble
- Paul Demange : Un locataire
- André Chanu : le commandant Durmel
- Jacques Legras : Mr Vaugerel, membre de l'association
- Louis de Funès : Mr Cottin, l'homme au chien, membre de l'U.R.A.F
- Roger Saget : un déménageur
- Pierre Duncan : un déménageur
- Guy-Henry : un déménageur
- Gérard Darrieu : un déménageur
- Jacky Blanchot : un déménageur
- Verlor et Davril : les chanteurs du restaurant
- Mario David : l'agent dans l'escalier
- Jacques Denoël
- Robert Seller
- Nicole Regnault
- Raymond Meunier
- Jacques Marbeuf
- Henri Marchand
- Jean-Claude Rameau
- Lucienne Le Marchand
- Catherine Fath
- Maurice Denis
- Henri Kubnick
- Charlotte Ecard
- Richard Flagey
- Claude Lary
- Christine Langier
- Thérèse Dulac
- Yvette Dinville